# Alexandria (Kentucky)
Alexandria és una població dels Estats Units a l'estat de Kentucky. Segons el cens del 2000 tenia 8.286 habitants.

## Demografia
Segons el cens del 2000, Alexandria tenia 8.286 habitants, 2.884 habitatges, i 2.275 famílies. La densitat de població era de 594,7 habitants/km².
Dels 2.884 habitatges en un 44,2% hi vivien nens de menys de 18 anys, en un 68,2% hi vivien parelles casades, en un 7,7% dones solteres, i en un 21,1% no eren unitats familiars. En el 18,7% dels habitatges hi vivien persones soles el 6,8% de les quals corresponia a persones de 65 anys o més que vivien soles. El nombre mitjà de persones vivint en cada habitatge era de 2,87 i el nombre mitjà de persones que vivien en cada família era de 3,29.
Per edats la població es repartia de la següent manera: un 30,8% tenia menys de 18 anys, un 7,9% entre 18 i 24, un 33,2% entre 25 i 44, un 19,7% de 45 a 60 i un 8,4% 65 anys o més.
L'edat mediana era de 33 anys. Per cada 100 dones de 18 o més anys hi havia 94,6 homes.
La renda mediana per habitatge era de 55.409 $ i la renda mediana per família de 62.392 $. Els homes tenien una renda mediana de 42.002 $ mentre que les dones 30.766 $. La renda per capita de la població era de 22.001 $. Entorn del 2,5% de les famílies i el 4% de la població estaven per davall del llindar de pobresa.

## Poblacions més properes
El següent diagrama mostra les poblacions més properes.